# Річард Мартон
Річард Мартон (угор. Richárd Márton, 7 жовтня 1999) — угорський плавець.
Учасник Олімпійських Ігор 2020 року, де в естафеті 4x200 метрів вільним стилем його збірну дискваліфіковано, а в змішаній естафеті 4x100 метрів комплексом його збірна посіла 15-те місце (останнє серед тих, що фінішували) і не потрапила до фіналу.